# الیاس مبارک
الیاس مبارک (انگلیسی: Elyas M'Barek؛ زادهٔ ۲۹ مهٔ ۱۹۸۲) یک هنرپیشه اهل اتریش و متولد مونیخ است. وی از سال ۲۰۰۱ میلادی تاکنون مشغول فعالیت بوده‌است. الیاس از پدری تونسی و مادری اتریشی متولد شده‌است.
او در فیلم من کی هستم بازی کرده است.